# Возрождение (роман)
«Возрождение» (англ. Revival) — пятьдесят второй роман Стивена Кинга, впервые опубликованный 11 ноября 2014 года издательством Charles Scribner's Sons. «Возрождение» — второй роман Стивена Кинга, изданный в 2014 году.

## Сюжет
В небольшой городок в штате Мэн приезжает молодой священник по имени Чарльз Джейкобс вместе со своей женой и маленьким ребёнком. Главный герой, от чьего лица ведется повествование — пока что шестилетний мальчик Джейми Мортон, проживающий в многодетной семье. Все жители крошечного городка любят доброго Чарльза, увлекающегося электричеством, его красивую жену и ребёнка.  
Однако всё в корне изменяется, когда жена и ребёнок погибают в результате ужасающей автомобильной катастрофы. Незадолго до этого Джейкобс исцеляет старшего брата Джейми, Кона, потерявшего голос в результате несчастного случая, при помощи «тайного электричества». Преподобный Джейкобс испытывает отчаяние, узнав о гибели родных, и разочаровывается в Боге. Он, во время проповеди, произносит обвинение в адрес религии и бога. За это его увольняют с должности, и он уезжает из города, предварительно поговорив с Джейми. 
Джейми вырастает с желанием стать музыкантом и вступает в школьную рок-группу, где приобретает наркотическую зависимость и знакомится со своей первой девушкой — Астрид, с которой, после продолжительных отношений, расстаётся. Повзрослев, он становится героиновым наркоманом и не может избавиться от страсти принимать очередные большие дозы. Однажды на ярмарке он, почти теряя сознание, узнаёт в одном из людей преподобного. Джейми падает в обморок и просыпается уже в жилище бывшего священника. Джейкобс рассказывает ему о своей прошлой жизни и о том, как серьёзно увлёкся своим электричеством, которое в его представлении было чуть ли не божеством. Он с помощью «тайного электричества» лечит Джейми от наркотической зависимости, и они расстаются.
Впоследствии Джейми преследуют побочные эффекты, в том числе — галлюцинации, что он якобы тыкает в себя острыми предметами, дабы ввести героин. Это приводит к тому, что Джейми начинает следствие и выясняет, что другие люди, которых вылечил Джейкобс, тоже испытывают побочные эффекты, в нередких случаях приводивших к самоубийству.
Через несколько десятков лет Джейкобс связывается с Джейми через почту и показывает ему письмо, написанное Астрид к священнику с просьбой вылечить её от рака лёгких. Джейкобс обещает излечить её, но только при одном условии: Джейми станет его личным помощником в последнем эксперименте. Джейми неохотно соглашается, но только ради своей первой возлюбленной.
Джейми и Дженни, подруга (и как позже выясняется, любовница) Астрид, помогают Джейкобсу подготовиться к его окончательному эксперименту. Джекобс завершил работы со своим «тайным электричеством», всемогущим источником энергии, который он использует для осуществления своих чудесных исцелений на протяжении многих лет. Теперь Джейкобс намерен использовать массивную волну этой энергии и направить её на смертельно больную женщину по имени Мэри Фэй, которая переехала в его лабораторию. План Джейкобса таков: возродить Мэри Фэй после её клинической смерти, чтобы она смогла поведать Джейкобсу о загробной жизни и о том, какая судьба постигла после гибели его жену и ребёнка.
Эксперимент проводится, но не так, как предполагал Джейкобс. Возрожденная Мэри Фэй действительно становится дверью в загробный мир, но к ужасу Джейми и Джейкобса, там нет ни рая для праведников, ни ада для грешников. Вместо этого каждого ожидает одна и та же судьба: хаос, где мёртвые люди навечно порабощены ужасными существами, которые напоминают гигантских муравьев, которых возглавляет Царица. Джейкобс умирает от инсульта, вызванного пережитым ужасом, а Царица пытается пересечь миры и атаковать Джейми, но он убивает ожившую Мэри Фэй и прерывает контакт.
Позже многие из людей, излеченных Джейкобсом, сходят с ума и убивают себя и других. Астрид убивает свою любовницу и себя. Джейми переезжает на Гавайи к своему брату Кону, который в результате помешательства пытался убить своего сожителя и теперь содержится в психиатрической больнице. Джейми остаётся полагаться на антидепрессанты, ибо он знает, что независимо от происходящего он всё равно умрёт и попадёт к Царице.

## История написания
Роман впервые был упомянут Кингом 20 июня 2013 года во время видеочата с фанатами в рамках рекламной кампании сериала «Под куполом». Официально о выходе нового романа было объявлено 12 февраля 2014 года. Отрывок из романа был помещён в издание романа «Доктор Сон», опубликованного 10 июня 2014 года. В интервью журналу Rolling Stone Кинг рассказал, что вдохновением для написания романа ему послужили повесть Артура Мейчена «Великий бог Пан» и роман Мэри Шелли «Франкенштейн», а сама идея этого романа была у него с детства, как и идеи многих других его романов.

## Пересечения с другими произведениями Кинга
- Чарльз Джейкобс в разговоре с Джейми Мортоном упоминает, что работал одно время в парке развлечений под названием «Джойленд» на побережье Северной Каролины, который сейчас уже закрылся. Парк «Джойленд» описан в романе «Страна радости».
- В третьей главе Джейми идёт через кукурузное поле Дорранса Марстеллара. Этот персонаж сыграл немаловажную роль в романе Кинга «Бессонница».
- Первая группа, в которой играл Джейми, сперва должна была называться «Gunslingers», затем название сменилось на «Chrome Roses» — отсылка к циклу «Тёмная Башня».

## Критика
- Alison Flood. Revival by Stephen King review – Stephen King returns to the horror genre (англ.) // The Guardian. — 2014.
- Ben East. Revival by Stephen King review – ‘the best opening he has ever written’ (англ.) // The Guardian. — 2014.
- Janet Maslin. In the Thrall of an Electric Preacher: Stephen King’s ‘Revival’ (англ.) // New York Times. — 2014.
- James Kidd. Revival by Stephen King, book review: The horror master is back to his best (англ.) // Independent. — 2014.